# Craspedolepta minutistylus
Craspedolepta minutistylus är en insektsart som först beskrevs av Klyver 1931.  Craspedolepta minutistylus ingår i släktet Craspedolepta och familjen rundbladloppor. Inga underarter finns listade i Catalogue of Life.